# Sadau Jaya
Sadau Jaya is een bestuurslaag in het regentschap Ogan Komering Ulu Selatan van de provincie Zuid-Sumatra, Indonesië. Sadau Jaya telt 1124 inwoners (volkstelling 2010).